# Azadirachta excelsa
Azadirachta excelsa es una especie de árbol perteneciente a la familia Meliaceae.

## Descripción
Es un árbol de hoja caduca grande que alcanza un tamaño de hasta 50 m de alto, con un tronco de hasta 125 cm en el diámetro, contrafuertes ausentes. La corteza pardusca o grisácea pálida agrietada y lanudo escamosa, y rosáceo-marrón o rosáceo-gris, en los árboles viejos, la corteza interna naranja-roja. Las hojas son alternas, de - 90 cm de largo, con 7-11 pares de foliolos asimétricos asimétricos, lanceolados elípticos, de hasta 12.5 a x 3.5 cm. Florece en panículas axilares, actinomórficas, con flores fragantes. Fruta drupácea, de 2.4-3.2 cm largos, verde que torna amarillo cuando está madura. 

## Ecología y distribución
A. excelsa es nativa de Sumatra, Borneo, Indonesia, Filipinas. Excelsa es nativo de la península de Malasia, filipinas del A. de Sumatra, Borneo, Indonesia y. No se ha intentado ningún ensayo de plantación a gran escala en Malasia peninsular, pero hay un número de pequeños ensayos experimentales.  La mayoría de las otras plantaciones, particularmente en Tailandia, son muy recientes.  La especie ha ganado en importancia como especie de plantación debido a su crecimiento rápido y buena madera. Importante como especie de plantación, debido a una buena madera y un crecimiento rápido.

## Hábitat natural
A. excelsa es una planta de los bosques del monzón de la tierra baja en Asia Sur-Oriental que ocurre generalmente en viejos claros o bosques secundarios, pero también se encuentra en bosque primario hasta altitud de 350 m.  Se asocia sobre todo a especies de Durio, Palaquium, Calophyllum y Agathis. 

## Métodos de propagación
Estaquillas de raíz son posibles para el sector industrial para el establecimiento de A. excelsa. Esta es la mejor manera de garantizar un suministro adecuado de material clonal de los árboles donantes deseables. Más del 90% de tasas de enraizamiento se han obtenido cuando las estacas se utilizan de brotes. Raicillas 3-5 mm de diámetro y 3-5 cm de largo se han utilizado con éxito en Tailandia como propágulos. El cultivo de tejidos para la propagación masiva no se ha demostrado ser viable para la producción a gran escala de las plántulas.

## Taxonomía
Azadirachta excelsa fue descrita por (Jack) Jacobs y publicado en The Gardens' Bulletin Singapore 18: 75. 1961.
Sinonimia
- Azadirachta integrifolia Merr.
- Azadirachta integrifoliola Merr.